# Isa Sakamoto
Isa Sakamoto (japanisch 坂本 一彩 Sakamoto Isa; * 26. August 2003 in der Präfektur Kumamoto) ist ein japanischer Fußballspieler.

## Karriere
Isa Sakamoto erlernte das Fußballspielen in der Jugendmannschaft von Gamba Osaka. Die erste Mannschaft von Gamba spielte in der ersten Liga, die U23-Mannschaft trat in der dritten Liga an. Als Jugendspieler kam er 2020 elfmal in der dritten Liga zum Einsatz. Seinen ersten Vertrag unterschrieb er bei Gamba am 1. Februar 2022. In seiner ersten Saison kam er nicht zum Einsatz. Am 1. Februar 2023 wechselte er auf Leihbasis zum Zweitligisten Fagiano Okayama. Für den Verein aus Okayama bestritt er 24 Zweitligaspiele. Nach der Ausleihe kehrte er im Januar 2024 zu Gamba zurück. Am 24. November 2024 stand er mit Gamba im Endspiel des Kaiserpokals. Hier verlor man 1:0 gegen Vissel Kōbe.
Nach der Saison 2024 wechselte er Mitte Januar 2025 auf Leihbasis in die belgische Division 1A zum KVC Westerlo. Hier bestritt er alle möglichen 19 Ligaspiele, in denen er sechs Tore schoss.

## Erfolge
Gamba Osaka
- Japanischer Pokalfinalist: 2024